# DJ Ötzi
DJ Ötzi (* 7 de Janeiro de 1971 em St. Johann in Tirol) é um animador e cantor austríaco. Com mais de 16 milhões de CDs vendidos é considerado um dos músicos de maior sucesso nos países falantes de língua alemã.